# Sebeos
Sebeos, in armeno Սեբեոս? (fl. VIII secolo) è stato un vescovo e storico armeno del VII secolo.
Poco è noto dell'autore, anche se una firma sulla risoluzione del Concilio di Dvin nel 645 recita "Vescovo Sebeos di Bagratunis". I suoi scritti risultano preziosi poiché sono tra le poche fonti sopravvissute e intatte che raccontano l'Armenia del VI secolo e i suoi territori circostanti. La "Storia" di Sebeos contiene descrizioni dettagliate dal periodo della supremazia sasanide in Armenia fino alla conquista islamica nel 661. La sua Storia fu pubblicata per la prima volta nel 1851 a Istanbul.

## Scritti
Gli è stata attribuita Una Storia di Eraclio, che racconta gli eventi dalla fine del V secolo al 661. La prima sezione inizia con la mitica fondazione dell'Armenia con la Leggenda di Haik e Bel, passando alla storia contemporanea con l'ascesa di Vardan II Mamikonian nel 570. Da lì racconta le lotte e le alleanze tra la Persia e Bisanzio.
La seconda sezione narra l'ascesa di una nuova forza politica e militare, gli Ismaeliti (ovvero arabi) nell'anno 622 d.C.
Questa sezione descrive come Maometto stabilì per la prima volta una comunità comprendente ismaeliti ed ebrei basata sulla loro comune discendenza da Abramo; gli arabi tramite Ismaele e gli ebrei tramite Isacco. Da lì, gli Ismaeliti realizzarono drammatiche conquiste territoriali, inclusa la loro vittoria sulla dinastia sasanide, e la narrazione passa alla divisione degli eserciti ismaeliti e agli inizi della Prima Fitna. Riferisce questi sviluppi all'Armenia. Si ferma con la fine della prima fitna, mentre Muawiyah I faceva pace con tutti.

## Letteratura
- Storia. Sebèos. Traduzione dall'armeno, introduzione e note di Claudio Gugerotti, Verona, Casa Editrice Mazziana, 1990.
- The Armenian History attributed to Sebeos, tradotta, con note, da RW Thomson, commento storico di J. Howard-Johnston, assistenza di T. Greenwood (testi tradotti per storici), 2 volumi, Liverpool 1999.
- T. Greenwood, "Sasanian Echoes and Apocalyptic Expectations: A Re-Evaluation of the Armenian History attributed to Sebeos", Le Muséon 115, Fasc. 1—2 (2002) 323—397.